# The Time Machine (film fra 2002)
The Time Machine er en amerikansk science fiction-film fra 2002 instrueret af Simon Wells efter dennes oldefars science fiction-forfatter H.G. Wells' roman Tidsmaskinen. Filmen har Guy Pearce, Samantha Mumba og Jeremy Irons på rollelisten.

## Plot
Filmen handler om en opfinder, som mister sin drømmekvinde efter et forfærdeligt "uheld". Han prøver så derfor, at rejse tilbage i tiden, med en tidsmaskine som han opfinder. Men da han rejser tilbage i tiden, indser han, at han på ingen måde kan redde den kvinde han altid har drømt om, fordi uheldet var det som gjorde, at han besluttede sig for at rejse tilbage i tiden til at begynde med.